# Coenochilus turbatus
Coenochilus turbatus är en skalbaggsart som beskrevs av John Obadiah Westwood 1874. Coenochilus turbatus ingår i släktet Coenochilus och familjen Cetoniidae. Inga underarter finns listade i Catalogue of Life.